# Koninklijke Eendracht Appelterre-Eichem
Koninklijke Eendracht Appelterre-Eichem was een Belgische voetbalclub uit Appelterre-Eichem in Ninove. De club was bij de KBVB aangesloten met stamnummer 3964 en had geel-rood als clubkleuren.

## Geschiedenis
De club is opgericht op 25/09/1937 onder naam Eendracht Appelterre-Eichem.
Tijdens de Tweede Wereldoorlog, op 30/10/1943, sloot de club aan bij de Belgische Voetbalbond onder de stamnummer 3964. De rest van de eeuw bleef Appelterre-Eichem in de provinciale reeksen spelen.
Rond 06/04/1994, was de club als Koninklijke Maatschappij erkend. Vanaf 01/07/1994, werd hij Koninklinke Eendracht Appelterre-Eichem benoemd.
In 2007 werd Appelterre-Eichem kampioen in Eerste Provinciale in Oost-Vlaanderen. Voor het eerst stootte de club zo door naar de nationale reeksen. De club kon zich echter niet handhaven in Vierde Klasse. De ploeg eindigde op twee na laatste en zakte terug naar Provinciale. Twee jaar later eindigde men daar tweede en mocht men naar de provinciale eindronde. Appelterre-Eichem bleek er de sterkste en kon zo in 2010 terugkeren naar Vierde Klasse. Ook nu kende men er weinig succes. Men werd allerlaatste en de club zakte in 2011 weer naar Eerste Provinciale.
Vanaf het seizoen 2018-2019 fuseerde KE Appelterre-Eichem met buur SV Voorde (stamnummer 8262) en gingen ze samen verder onder de naam KFC Voorde-Appelterre (3964).

## Resultaten
| 2006/07 |  |  |  |    | 1  | Eerste Prov. O-Vl. |    |                                       |
| 2007/08 |  |  |  | 14 |    | Vierde Klasse A    | 30 |                                       |
| 2008/09 |  |  |  |    | 9  | Eerste Prov. O-Vl. | 41 |                                       |
| 2009/10 |  |  |  |    | 2  | Eerste Prov. O-Vl. | 56 | Promotie na winst in eindronde        |
| 2010/11 |  |  |  | 16 |    | Vierde Klasse A    | 24 |                                       |
| 2011/12 |  |  |  |    | 5  | Eerste Prov. O-Vl. | 46 | Promotie na winst in eindronde        |
| 2012/13 |  |  |  | 16 |    | Vierde Klasse A    | 18 |                                       |
| 2013/14 |  |  |  |    | 13 | Eerste Prov. O-Vl. | 35 |                                       |
| 2014/15 |  |  |  |    | 4  | Eerste Prov. O-Vl. | 54 | Verlies in eindronde tegen KVK Ninove |
| 2015/16 |  |  |  |    | 10 | Eerste Prov. O-Vl. | 38 |                                       |
| 2016/17 |  |  |  |    | 7  | Eerste Prov. O-Vl. | 45 |                                       |
| 2017/18 |  |  |  |    | 12 | Eerste Prov. O-Vl. | 41 |                                       |
| In 2018 gefuseerd met SV Voorde en verdergegaan onder het stamnummer van Eendracht Appelterre-Eichem onder de naam KFC Voorde-Appelterre |  |  |  |    |    |                    |    |                                       |

## Bekende ex-spelers
- Wesley Sonck